# Bernard Harvey (Musiker)
Bernard „Touter“ Harvey (* 25. Oktober 1956 in Kingston) ist ein jamaikanischer Pianist, Keyboarder und Organist. Er ist heute Mitglied der bekannten Reggae-Band Inner Circle.
Harvey wuchs in Kingston im dreizehnten Bezirk („Kingston 13“) auf und begann schon früh zu musizieren. 1971 spielte er dann erstmals mit Carlton und Aston Barrett im Studio. Harveys erstes großes Auftauchen in der Musikbranche war 1974, als er mit 17 Jahren für die Reggaelegende Bob Marley dessen Band The Wailers für das erste echte Soloalbum Marleys, Natty Dread, Keyboard und Orgel spielte. Er spielte auch die Orgel bei Marleys Lied No Woman, No Cry, das zum Welthit wurde.
Später spielte Harvey für andere Reggaekünstler wie Burning Spear. Im September 1980 wurde er wieder von Marley gefragt, mit ihm auf dessen Nordamerika-Tournee aufzutreten; jedoch war Marley damals schon todkrank und brach in jenen Tagen in New York City zusammen, als Harvey sich mit Marley letztmals traf. Nachdem Marleys Tournee danach abgebrochen worden war, verflogen die Pläne für Harveys Teilnahme an Marleys Tournee.